# Mireia García
Mireia García Sánchez (* 31. Juli 1981 in Viladecans) ist eine ehemalige spanische Schwimmerin. Sie gewann eine Bronzemedaille bei Europameisterschaften und zwei Gold- und vier Silbermedaillen bei Mittelmeerspielen. 

## Sportliche Karriere
Mireia García schwamm für CN Hospitalet.
1997 bei den Mittelmeerspielen in Bari wurde García Fünfte über 100 Meter Schmetterling. Anfang 1998 fanden die Weltmeisterschaften in Perth statt. Mireia García schied als 20. der Vorläufe über 100 Meter Schmetterling aus. 1999 bei den Europameisterschaften in Istanbul wurde García Siebte über 200 Meter Schmetterling.
Bei den Europameisterschaften 2000 in Helsinki siegte über 200 Meter Schmetterling die Polin Otylia Jędrzejczak vor der Dänin Mette Jacobsen. Mit anderthalb Sekunden Rückstand auf Jacobsen erschwamm García die Bronzemedaille, wobei sie eine halbe Sekunde Vorsprung vor der viertplatzierten Dänin Sophie Skou hatte. Bei den Olympischen Spielen in Sydney wurde García Neunte im Halbfinale über 200 Meter Schmetterling und verpasste den Finaleinzug um 0,35 Sekunden. Die Lagenstaffel schwamm die 15. Vorlaufzeit bei 18 teilnehmenden Staffeln. Ende 2000 belegte García den fünften Platz bei den Kurzbahneuropameisterschaften in Valencia.
2001 bei den Weltmeisterschaften in Fukuoka wurde García Siebte über 200 Meter Schmetterling und schied im Halbfinale über 100 Meter Schmetterling aus. Bei den Mittelmeerspielen in Tunis wurde García über 100 Meter Schmetterling Zweite hinter der Französin Malia Mettella. Über 200 Meter Schmetterling siegte García vor der Italienerin Paola Cavallino und ihrer Landsfrau María Peláez. Ebenfalls die Goldmedaille gewannen Nina Zhivanevskaya, Judith Llach, Mireia Garcia und Laura Roca, die in der Lagenstaffel mit über drei Sekunden Vorsprung vor den Italienerinnen anschlugen. 2002 belegte García bei den Europameisterschaften in Berlin den vierten Platz über 200 Meter Schmetterling mit 0,67 Sekunden Rückstand auf die drittplatzierte Deutsche Annika Mehlhorn. Bei den Kurzbahneuropameisterschaften 2002 in Riesa wurde García Sechste auf ihrer Stammstrecke.
Zwei Jahre später belegte die spanische Lagenstaffel bei den Europameisterschaften in Madrid den sechsten Platz, wobei García nur im Vorlauf eingesetzt wurde. Ende 2004 wurde García Achte bei den Kurzbahneuropameisterschaften in Wien. 2005 erkämpfte García bei den Mittelmeerspielen in Almeria drei Silbermedaillen. Über 100 Meter Schmetterling wurde sie mit 0,45 Sekunden Rückstand Zweite hinter der Italienerin Ambra Migliori, über 200 Meter Schmetterling schwamm die Italienerin Caterina Giacchetti über eine Sekunde Vorsprung heraus. In der Lagenstaffel siegten die Französinnen vor den Spanierinnen. Bei den Weltmeisterschaften in Montreal erreichte García kein Finale. Ende 2005 wurde sie noch einmal Sechste bei den Kurzbahneuropameisterschaften in Triest.